# 正林寺 (菊川市)
正林寺（しょうりんじ）は、静岡県菊川市にある曹洞宗の寺院。

## 歴史
1517年（永正14年）、今川氏親の開基である。1476年（文明8年）、氏親の父今川義忠は横地氏と勝間田氏の討伐戦で、両氏の残党による襲撃で戦死した。氏親は父の菩提を弔うために寺を創建した。これが当寺の起源である。ちなみに氏親は父の死亡時、まだ幼少で家督争いが起きていた。それを調停したのが伊勢盛時、後に「北条早雲」と呼ばれることになる人物である。

## 境内
上記の経緯により、当寺には義忠の位牌や今川家家臣の墓などがある。また氏親の正室寿桂尼の画像や義忠の木像もある。
なお、正林寺内の磯辺山は、遠江三十三観音霊場の第二十九番札所でもある。

## 文化財
- 寿桂尼画像（掛軸）（菊川市指定文化財 平成2年4月1日指定）[4]
- 今川6代義忠の木像（菊川市指定文化財 平成2年4月1日指定）[4]

## 交通アクセス
- 菅山ICより車10分。